# Eruption (gruppo musicale)
Gli Eruption erano un popolare gruppo musicale britannico sperimentale, di genere pop, disco e R&B, attivo tra gli anni settanta e gli anni ottanta.

## Storia
Il gruppo è stato costituito nel 1974 in Gran Bretagna. Nel 1975 gli Eruption hanno vinto la RCA Soul Search Contest, mentre il loro primo singolo "Let Me Take You Back in Time" è uscito nel 1976. Dopo poco tempo il primo cantante Leslie Johnson lasciò il gruppo, e la corista Precious Wilson lo sostituì. Durante una tournée in Germania Frank Farian, produttore dei Boney M., li notò e decise di scritturarli presso la casa di produzione discografica Hansa Records. Durante i tour la band che suonava per loro era quella dei Boney M.
Dopo il piccolo successo del singolo "Party Party", la loro cover di "I Can't Stand the Rain", appartenente al loro primo album, "Eruption" del dicembre 1977, è stato un grande successo, raggiungendo nella classifica UK Singles Chart il numero cinque; negli Stati Uniti la stessa canzone ha raggiunto il numero diciotto della classifica U.S. Billboard Hot 100. Il secondo album degli Eruption era intitolato Leave a light e fu lanciato verso la fine del 1978. Il primo singolo dello stesso album, "I'll keep a light in my window", non riuscì a raggiungere il successo sperato. Tuttavia, il secondo singolo, "One Way Ticket" (cover della canzone di Neil Sedaka, scritta da Jack Keller ed Hank Hunter), raggiunse invece la vetta delle classifiche (in Gran Bretagna fu al numero nove).
Precious Wilson lasciò il gruppo nel 1979 per intraprendere la carriera solista e venne sostituita dalla cantante Kim Davis (nome d'arte di Vivian Anne Davidson). Nonostante gli scetticismi, il gruppo raggiunse la terza posizione della classifica tedesca "Top 10-hit" con la canzone "Go go Johnnie" del loro terzo album "Fight Fight Fight", anche se non riuscirono a raggiungere un buon successo nel Regno Unito.
Poco tempo dopo gli Eruption vennero colpiti da una tragedia, quando Kim Davis ebbe un'emorragia cerebrale fatale. La band decise comunque di continuare la sua attività con il nuovo cantante Jane Jochen. Uscì un nuovo pezzo, una cover di Del Shannon, "Runaway", lanciata nel dicembre 1980; tale pezzo raggiunse la ventunesima posizione nelle classifiche tedesche. Dopo un altro album nella primavera del 1981 e l'uscita della canzone "You (You are my soul)" dell'album "Fight fight fight", la band cambiò etichetta, firmando per la Ralph Siegel Giove.
Dal momento in cui Precious Wilson lasciò il gruppo il successo diminuì drasticamente, ed i singoli del triennio 1981-1983 ed il quarto album "Our Way" vennero accolti tiepidamente. Nel 1983 Kingsley, il batterista, lasciò il gruppo, sostituito da Andi Weekes Barbados per gli ultimi due anni di attività, e per la produzione dei singoli "Where do i begin" e "Brokeaway". Nel 1985 il gruppo si sciolse.
Nel 1994 Farian produsse la raccolta "Eruption Gold" che in realtà conteneva solo sette titoli originali degli Eruption (tutti remixati) e tredici brani da solista di Wilson.
Nel 1997, Precious Wilson divenne proprietaria del marchio Eruption.
Continuò i tour promuovendo il suo progetto solista, e sfruttò anche il nome Eruption per il suo nuovo gruppo, nonostante non vi fosse nessuno dei membri originali della band.

## Formazione
- Leslie Johnson, voce (1974-1976);
- Precious Wilson, coro (1974-1976) e voce (1976-1979);
- Kim Davis, voce (1980);
- Jane Jochen, voce (1980-1985);
- Greg Perrineau, chitarra (1974-1985);
- Gerry Williams, tastiere (1974-1985);
- Eric Kingsley, batteria (1974-1983);
- Andi Weekes Barbados, batteria (1983-1985).

## Discografia

### Album
- Eruption - 1977

1. "I Can't Stand The Rain" - voce Precious Wilson
2. "Movin'" - voce Precious Wilson
3. "I'll Take You There" - voce Precious Wilson
4. "Computer Love" - voce Precious Wilson
5. "The Way We Were" - voce Precious Wilson
6. "Do You Know What It Feels Like"
7. "Be Yourself"
8. "I Can't Carry On" - voce Precious Wilson
9. "Wayward Love" - voce Precious Wilson
10. "Party, Party..." - voce Precious Wilson

- Leave a Light - 1978

1. "Leave A Light (I'll Keep A Light In My Window)" - voce Precious Wilson
2. "Sweet Side" - voce Precious Wilson
3. "Up And Away"
4. "Left Me In The Rain" - voce Precious Wilson ed Eric Kingsley
5. "Valley Of The Dolls" - voce Precious Wilson
6. "One Way Ticket" - voce Precious Wilson
7. "Hey There Lonely Girl"
8. "No Good Searching"
9. "Fire Is Gone" - voce Precious Wilson

- Fight Fight Fight - 1980

1. "Go Johnnie Go"
2. "You"
3. "Fight Fight Fight"
4. "It's Alright"
5. "Go Ahead"
6. "We Gotta Talk About It
7. "Call My Name"
8. "Stand Up & Sing Halelluyah"
9. "Spaced Out"
10. "Come Back To Me"
11. "Moonlight"
12. "Heading For The Top"

- Our Way - 1983

1. "I Can't Help Myself" / "It's The Same Old Song"
2. "Joy To The World"
3. "Let There Be Rock"
4. "Big Bang"
5. "In A Thousand Years"
6. "Much Too Late"
7. "Ecstasy"
8. "We Don't Need Nobody"
9. "Time"
10. "Again And Again"

- Gold 20 Superhits - 1994

1. "I Can't Stand The Rain" (Remix '94) - voce Precious Wilson
2. "One Way Ticket" (Remix '94) - voce Precious Wilson
3. "Cry To Me" - voce Precious Wilson
4. "We Are On The Race Track" - voce Precious Wilson
5. "Valley Of The Dolls" - voce Precious Wilson
6. "Hold On I'm Coming" - voce Precious Wilson
7. "Go Johnnie Go"
8. "Raising To My Family" - voce Precious Wilson
9. "I Don't Know" - voce Precious Wilson
10. "Leave A Light" - voce Precious Wilson
11. "The Way We Were" - voce Precious Wilson
12. "Funky Fingers (Medley)" - voce Precious Wilson
13. "Stay By My Side" - voce Precious Wilson
14. "If I Loved You Less" - voce Precious Wilson
15. "All Coloured In Love" - voce Precious Wilson
16. "Mr. Pilot Man" - voce Precious Wilson
17. "Everyday Will Be Like A Holiday" - voce Precious Wilson
18. "Party, Party..." - voce Precious Wilson
19. "The Night The Music Died" - voce Precious Wilson
20. "Together Forever" - voce Precious Wilson

- I Can't Stand The Rain - 1995

1. "I Can't Stand The Rain" - voce Precious Wilson
2. "Runaway"
3. "Go Johnnie Go"
4. "We Gotta Talk About It"
5. "Leave A Light" - voce Precious Wilson
6. "Good Good Feeling"
7. "One Way Ticket" - voce Precious Wilson
8. "Be Yourself"
9. "Party, Party..." - voce Precious Wilson
10. "Stand Up And Sing Hallellujah"
11. "It's Alright"
12. "Hey There Lonely Girl"
13. "Computer Love" - voce Precious Wilson
14. "Left Me In The Rain" - voci Precious Wilson ed Eric Kingsley
15. "Fire Is Gone" - voce Precious Wilson
16. "Come Back To Me"

### Singoli
- "Let Me Take You Back In Time" (1976) - voce Precious Wilson
- "I Can't Stand The Rain/Be Yourself" (1977) - voce Precious Wilson/Morgan Perrinue
- "Party Party" 1978) - voce Precious Wilson
- "Leave A Light" (1978) - voce Precious Wilson
- "One Way Ticket" / "Left Me In The Rain" (1979) - voce Precious Wilson/Precious Wilson and Eric Kingsley
- "Sweet Side" (1979) - voce Precious Wilson
- "Go Johnnie Go" / "Call My Name" (1980)
- "Runaway" / "Good Good Feeling" (1980)
- "You (You Are My Soul)" (1981)
- "Up And Away" (1982)
- "In A Thousand Years" / "We Don't Need Nobody" (1983)
- "I Can't Help Myself" / "It's The Same Old Song" (1983)
- "Joy To The World" / "Time" (1983)
- "Where Do I Begin" (1984)
- "I Can't Stand The Rain '88" (1988) - voce Precious Wilson
- "One Way Ticket '94" (1994) - voce Precious Wilson

## Posizioni in classifica

### Album
- Eruption: U.S. Pop posizione 133, U.S. R&B posizione 44, Canada Disco Albums posizione 5, Finlandia posizione 16, Svezia posizione 25, Australia posizione 14, Francia posizione 1.
- Leave a light: Finlandia posizione 15, Norvegia posizione 19, Australia posizione 42, Francia posizione 24.
- Fight fight fight: Norvegia posizione 38.

### Singoli
- Party party: Olanda posizione 16.
- I can't stand in the rain: U.S. Pop posizione 18, U.S. R&B posizione 30, U.S. Disco Club Play posizione 6, Canada Pop posizione 21, Canada Disco Singles posizione 5, U.K. posizione 5, Irlanda posizione 6, Finlandia posizione 15, Svezia posizione 2, Norvegia posizione 6, Germania posizione 7, Francia posizione 5, Olanda posizione 4, Belgio posizione 1, Svizzera posizione 8, Austria posizione 4, Italia posizione 3, Sudafrica posizione 5, Australia posizione 1, Nuova Zelanda posizione 4.
- Leave a light: Germania posizione 43
- One way ticket: U.S. Disco Club Play posizione 30, U.K. posizione 9, Irlanda posizione 13, Finlandia posizione 2, Svezia posizione 8, Germania posizione 7, Francia posizione 2, Olanda posizione 5, Belgio posizione 2, Svizzera posizione 1, Austria posizione 1, Sudafrica posizione 5, Australia posizione 10, Nuova Zelanda posizione 32.
- Go Johnnie Go: Finlandia posizione 20, Germania posizione 8, Svizzera posizione 10.

## Filmografia
Gli Eruption, insieme ai Boney M., nel 1979 vennero scritturati per il film tedesco "Disco Fever".